# Маноа (водопад)
Маноа (англ. Manoa) — водопад в округе Гонолулу штата Гавайи в Соединённых Штатах Америки. Расположен на острове Оаху — одном из Гавайских островов.

## Описание
Водопад имеет высоту около 46 метров. Впадает в небольшой бассейн. Расположен в тропических лесах в горах Кулау. Территория, окружающая водопад, подвержена сильным проливным дождям, что делает землю влажной и грязной. Из-за большого количества атмосферных осадков возле водопада очень много растительности.

## Туризм
Многих туристов привлекает красота водопада и пейзажей по пути к нему. Ещё одна достопримечательность — Лионский дендрарий, в котором находится множество исчезающих видов растений.
Поскольку летом возле водопада гораздо меньше осадков, больше всего туристов в период с лета до начала осени, до наступления сильных дождей в период с ноября до марта, в этот период возможны даже наводнения.
Не рекомендуется купаться под водопадом, поскольку есть вероятность заразиться лептоспирозом, часто приводящим к поражению сердечно-сосудистой системы, печени, почек, нервной системы и сопровождаемым постоянной лихорадкой.. Крысы и мыши могут передать болезнь человеку через мочу.
При падении с водопада погибло несколько человек. 19-летняя девушка Кирсти Таканиши умерла 15 июня 2016 года после травмы головы. 27-летний мужчина погиб 17 декабря 2018 года.

## Экология
Рядом с водопадом расположен Лионский дендрарий. Он содержит более 5000 видов растений, например, геликония, виды семейства ароидные и семейства бромелиевые. В дендрарии работают несколько программ, которые сохраняют исчезающие местные растения.